# Megali Magoula

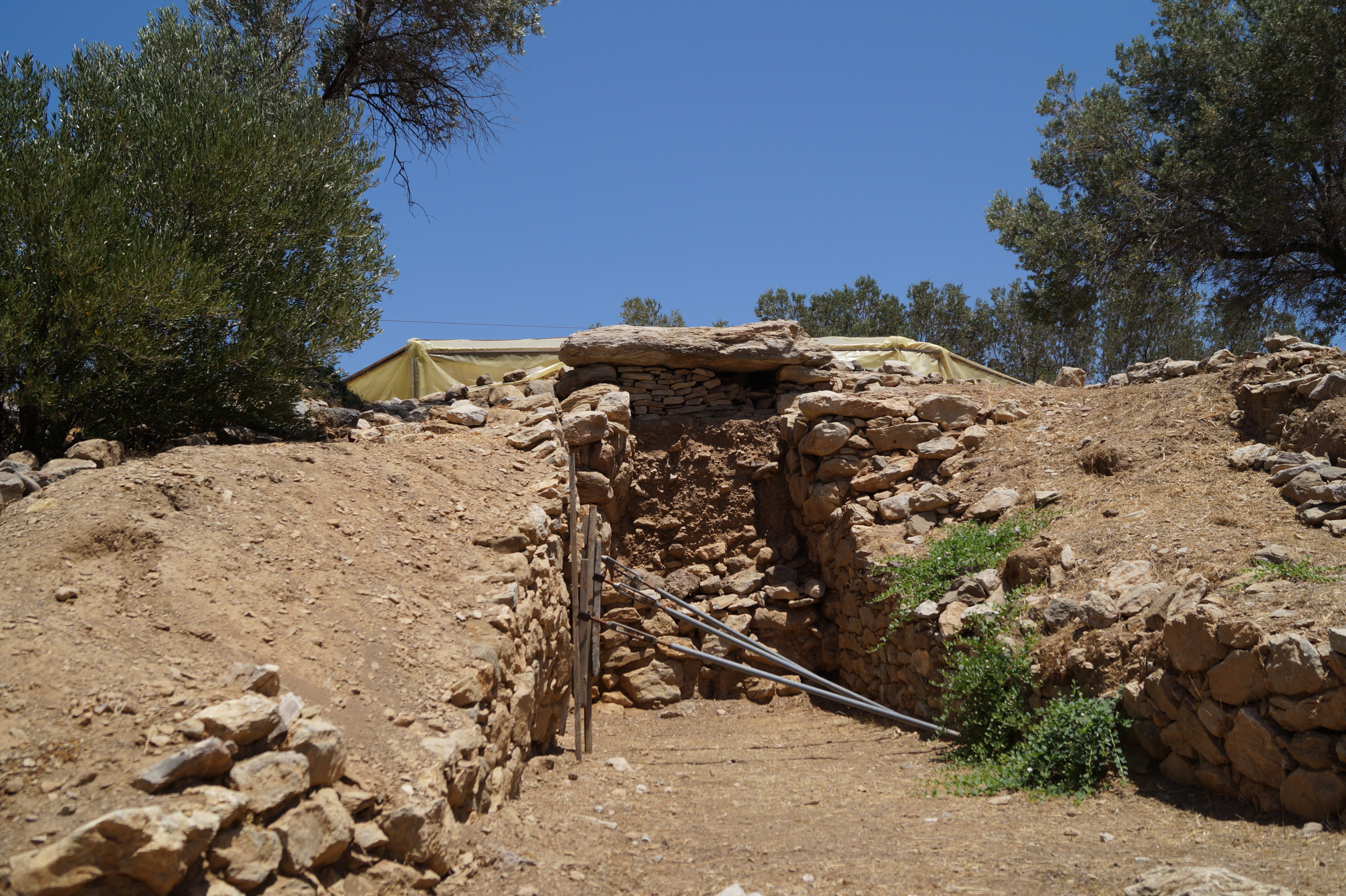
Dromos und Tor des großen Tholosgrabs (Grab 1)

Megali Magoula (griechisch Μεγάλη Μαγούλα ‚großer Hügel‘) ist ein archäologischer Ausgrabungsort in der Nähe der griechischen Hafenstadt Galatas. Die Ausgrabungen brachten ein mykenisches Kuppelgrab mit Dromos und weitere Gräber und Opferstätten, sowie eine mykenische Akropolis zum Vorschein. Teilweise sind diese Funde im archäologischen Museum von Poros ausgestellt.

## Entdeckung
Anfang der 1990er Jahre entdeckte der Natur- und Kulturfreund Stavros Kouvaris aus Galatas einen auffälligen Felsbrocken auf dem Magoula-Hügel. Er meldete diesen Fund der griechischen Archäologin Eleni Konsolaki-Giannopoulou, die sich anschließend um die Mittel zur Ausgrabung bemüht. Von 1995 bis 1997 und von 1999 bis 2000 führte Eleni Konsolaki-Giannopoulou Grabungen durch und entdeckte die Akropolis und drei Kuppelgräber. Bei dem Felsbrocken handelte es sich um einen Deckstein über dem Dromos des großen Tholosgrabes.

## Beschreibung und Geschichte
Der etwa 70 m hohe Kalksteinhügel liegt zwei Kilometer westnordwestlich von Galatas gegenüber den Inseln Poros und Kalavria. Er hat eine westöstliche Ausdehnung von etwa 800 m und eine nordsüdliche Breite von etwa 250 m. Die Akropolis liegt auf der höchsten Erhebung, von der man Blick auf den Golf von Poros und die beiden Meerengen zwischen dem Peloponnesischen Festland und der Insel Kalavria hat. Etwa 150 m nördlich liegt ein kleiner Naturhafen. Der Hügel war aufgrund dieser günstigen Lage schon früh in der Menschheitsgeschichte besiedelt.
Inzwischen gibt es an der Straße von Galatas nach Norden ein kleines Hinweisschild zur Akropolis.

## Akropolis

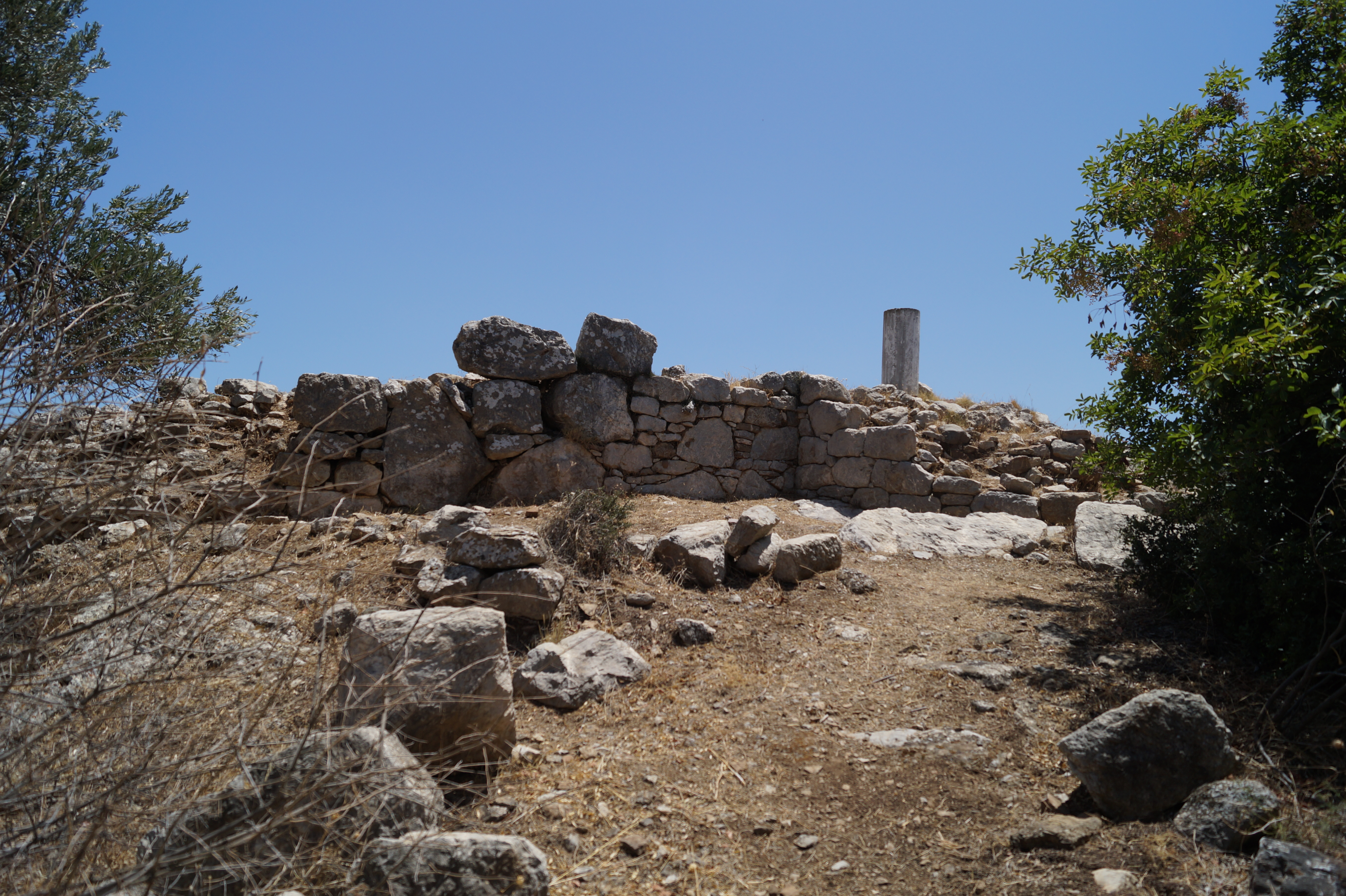
Befestigung aus der Klassischen Zeit auf der Akropolis

Während der Mittelhelladischen Zeit gab es auf der höchsten Erhebung eine blühende Siedlung von etwa 0,1 ha Größe. Sie war von einer elliptischen Mauer aus unbearbeiteten Steinen umgeben. Die obere Konstruktion der Mauer bestand vermutlich aus ungebrannten Lehmziegeln. Der Zugang zur Akropolis lag im Norden. Innerhalb der Mauern und am Nord- und Südabhang fand man die Reste von Häusern aus dieser Zeit. Unterhalb des Fußbodens eines Hauses auf der Akropolis fand man den bestatteten Leichnam eines Kindes. Die Siedlung stand vermutlich in Verbindung zu Kolonna auf Ägina.
Auf der Akropolis fand man hauptsächlich mittelhelladische und nur wenige späthelladische Keramikscherben. Entweder war zur späthelladischen Zeit die Akropolis nicht besiedelt oder die oberste Schicht wurde in späterer Zeit abgetragen. In der späten Klassischen Zeit wurde der Ort wiederbesiedelt und mit einer Mauer aus behauenen Steinen umgeben. Am westlichen und östlichen Ende errichtete man jeweils einen Rundturm.

## Kuppelgräber
Westlich der Akropolis entdeckte die griechische Archäologin Eleni Konsolaki-Giannopoulou die Reste mehrerer mykenischer Kuppelgräber.

### Grab 1

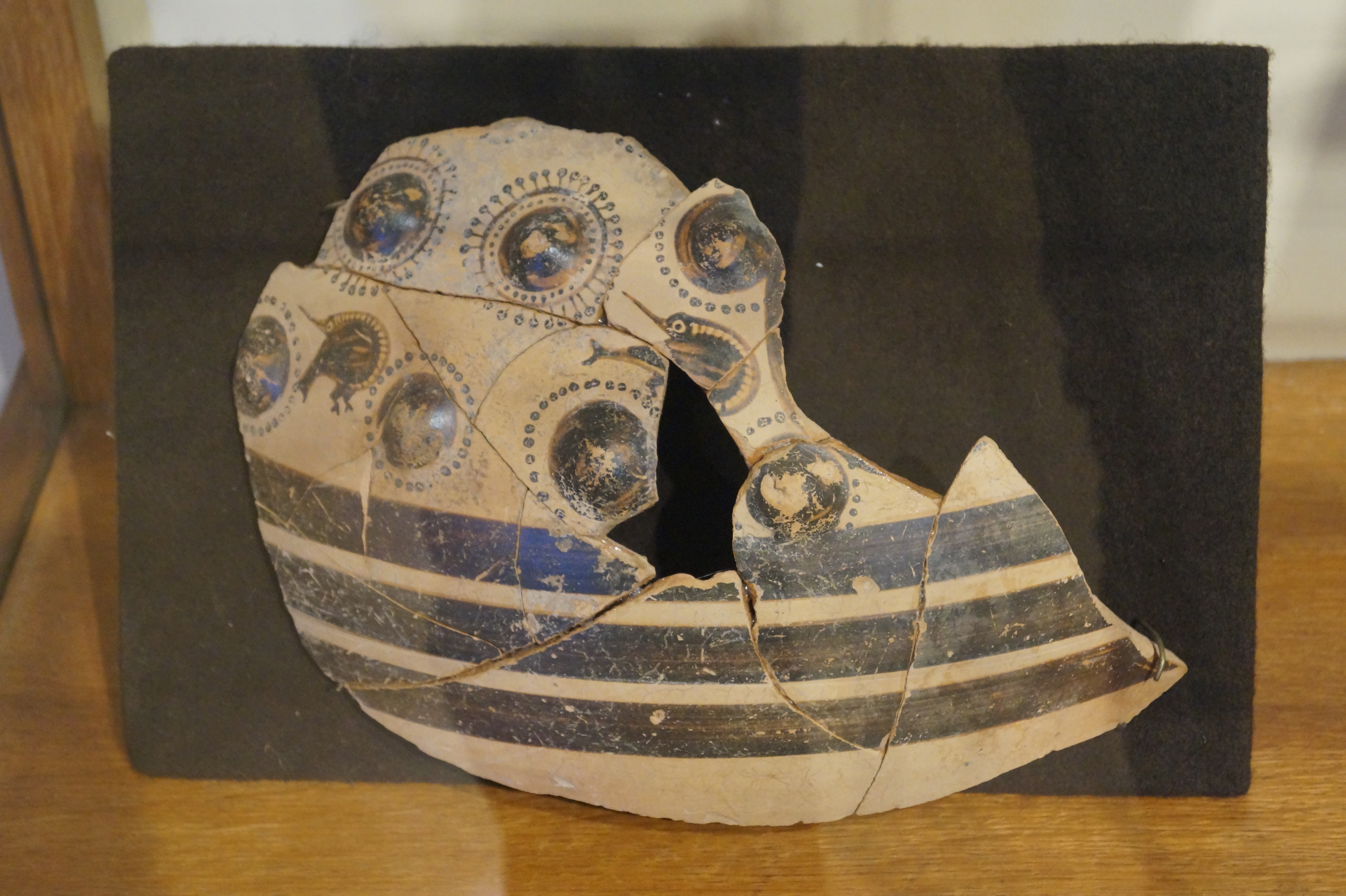
Bruchstück eines Tongefäß aus Grab 1 (Archäologisches Museum von Poros)

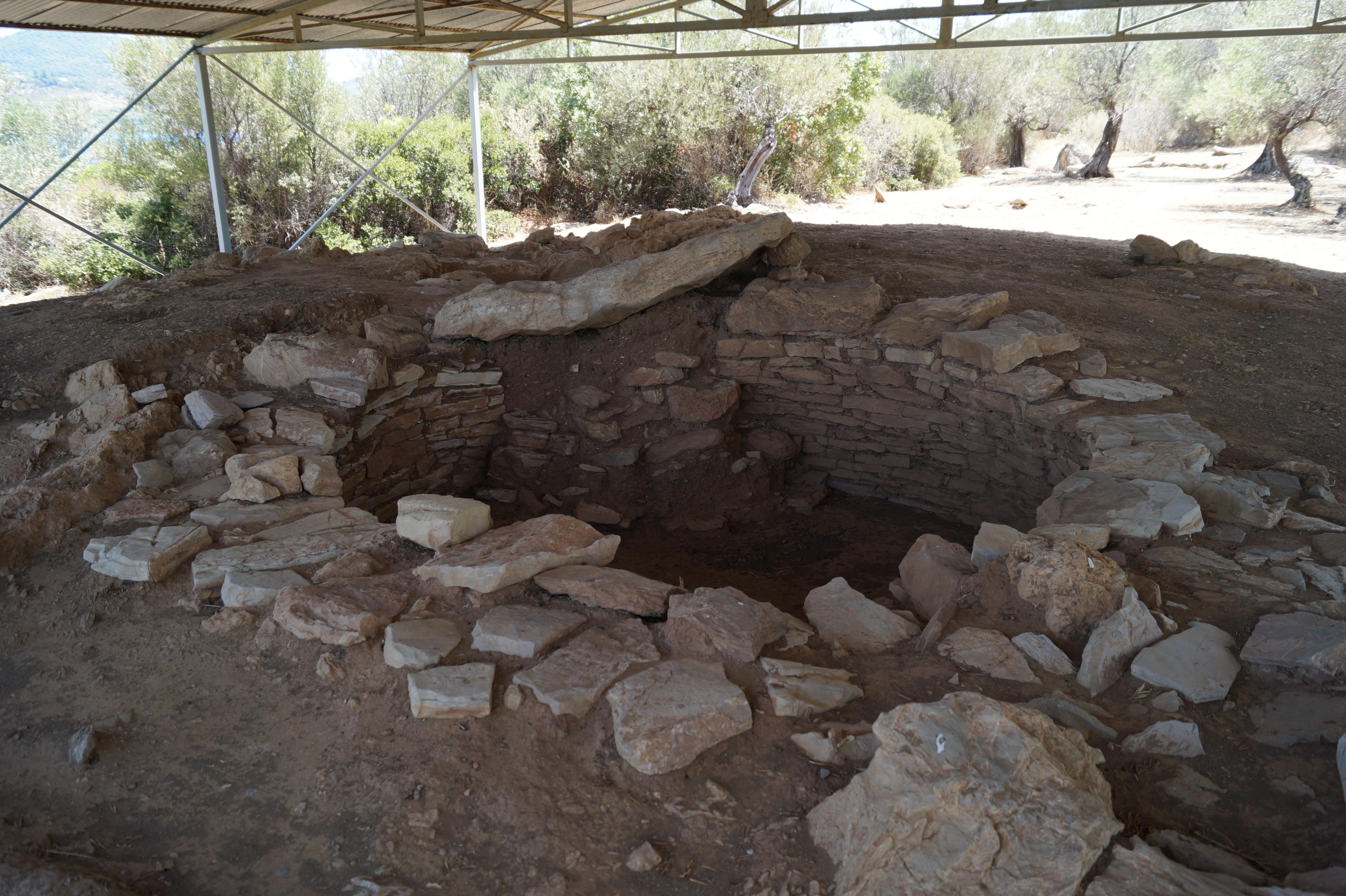
Grab 2

Grab 1 liegt etwa 200 m nordwestlich der Akropolis. Es ist ein Tholosgrab mit einem Tholosdurchmesser von 11,40 m und hatte vermutlich eine Höhe etwa 11 m. Der Zugang (Dromos) wurde rechts und links durch Mauern aus unbearbeiteten Steinen befestigt. Die Fassade und der Torweg (Stomion) wurde aus großen unbehauenen Steinen in kyklopischer Bauweise, bei der die Zwischenräume zwischen den Steinen mit kleinen Steinen gefüllt werden, errichtet. Von den ursprünglich mindestens zwei Decksteinen ist nur einer erhalten. Auch der Tholos war im untersten Bereich mit großen unbehauenen Steinen in kyklopischer Bauweise ausgeführt. Im oberen Teil verwendete man kleinere, flache Steine. Der Boden war mit Kieselsteinen bestreut. Über dem Grab schüttete man einen Grabhügel mit einem Durchmesser von etwa 45 m auf, den man mit einer Umfassungsmauer aus unbearbeiteten Steinen abstützte.
Das Grab wurde bereits in der Antike ausgeraubt. Man fand jedoch noch genügend reichere Grabbeigaben, die die herausragende Stellung des hier begrabenen Leichnams bezeugen. Man fand neben Keramikgefäßen, Schmuck aus Gold, Fayence und Glas, Pfeilspitzen aus Stein und drei Stierfiguren aus Terracotta. Die Beigaben datieren in die Zeit 1450–1190 v. Chr. (SH II B - SH III B). Die Bauweise des Tholos erinnert an das Kyklopengrab von Mykene, das um 1500 v. Chr. (SH II A Früh) errichtet wurde. In der Erde des Grabhügels fand man Keramik aus MH III - SH I.
Auf einer Konferenz am 2. Juli 2006 auf der Vulkanhalbinsel Methana stellte Eleni Konsolaki-Giannopoulou ihre Entdeckung vor und vermutete, dass es sich vielleicht um das Grab des mythischen Helden Theseus handeln könnte, der auf Kreta den König Minos und das Ungeheuer Minotaurus besiegt haben soll.

### Grab 2

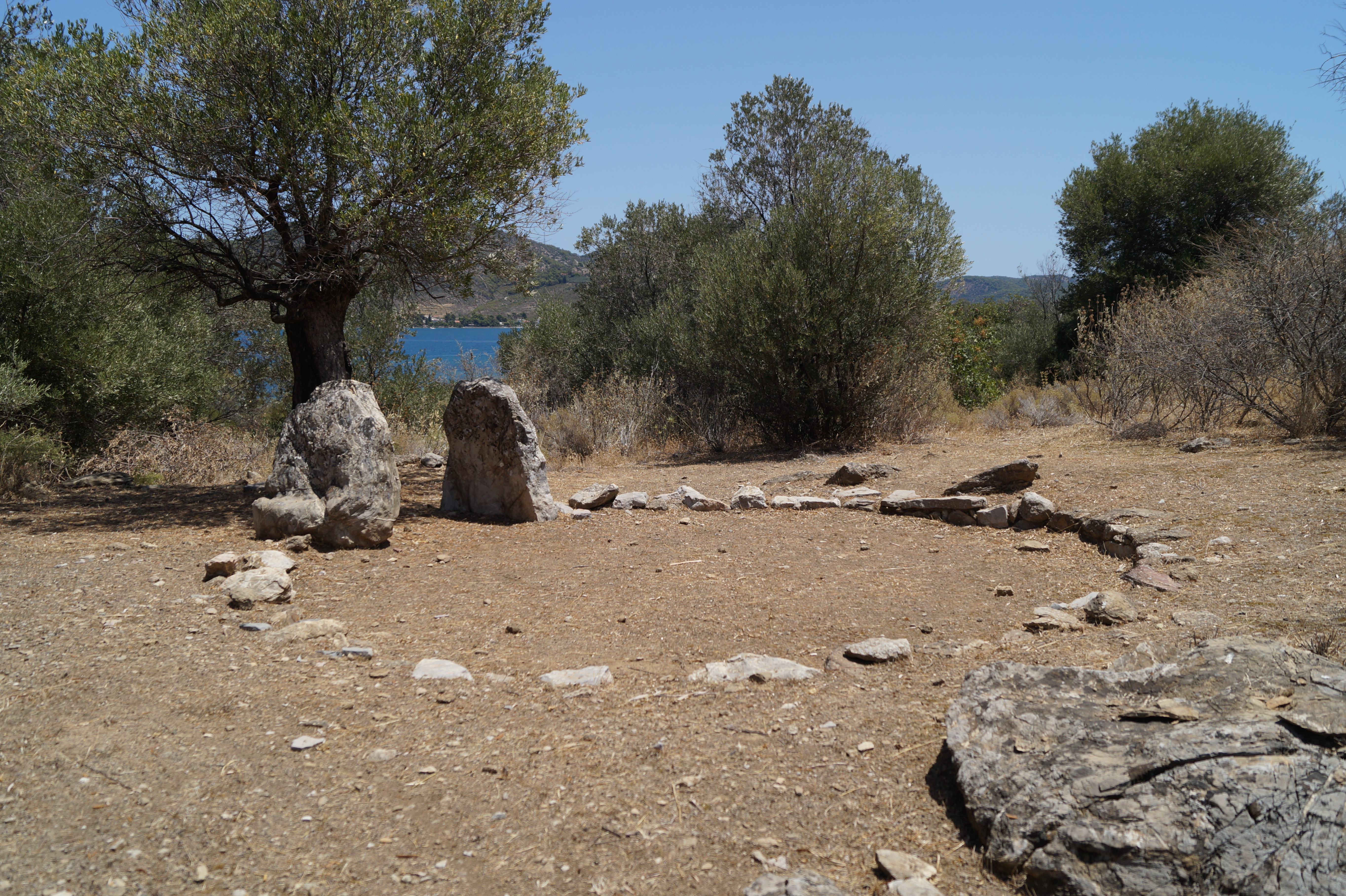
Grab 3

Grab 2 liegt unter einem Schutzdach etwa 133 m nordwestlich der Akropolis. Es hat einen Durchmesser von nur 3,80 m. Der Zugang besteht nur aus einem Loch, das vor dem Stomion in den Fels gegraben wurde. Auch die Grabkammer wurde bis zur Höhe des Türsturzes in den Fels gegraben. Der Torweg und die Tholos wurden aus flachen Steinen mit Ton gemauert. Das Grab wurde in der Antike ausgeraubt und in der Hellenistischen Zeit wieder verwendet. Neben Keramik aus SH II und einem linsenförmigen Siegel fand man Keramik aus MH III - SH I, die vermutlich ursprünglich aus dem Grabhügel stammte. Auch hier war der Boden mit Kieselsteinen übersät.

### Grab 3
Grab 3 liegt etwa 100 m nordwestlich der Akropolis. Es war komplett oberirdisch gebaut und hatte einen Durchmesser von 3,90 m. Von dem Grab sind jedoch nur die Türpfosten und die unterste Steinreihe der Grabkuppel erhalten. Die Kuppel wurde wahrscheinlich aus leichterem Material, wie Holz und Ton, errichtet. Man fand Bruchstücke von Keramikbechern und -kelchen aus der Zeit MH III - SH II. Außerdem fand man zwei Bronzewaffen: einen zungenförmigen Dolch und ein Typ A Schwert. Bei diesem Grab handelt es sich um das älteste Tholosgrab des Ostpeloponnes.

## Bedeutung
Die Ausgrabungen bestätigen die schon früher gemachte Beobachtung, dass der Beginn der mykenischen Kultur nicht mit dem Beginn der Späthelladischen Zeit zusammenfällt, sondern in einigen Regionen bereits in Mittelhelladischer Zeit einsetzt. Die Region des Saronischen Golfs war ein bedeutendes Zentrum der mykenischen Hochkultur und vielleicht sogar der wahre Ursprung dieser Kultur. 
Dass die Region Troizen, die als Geburtsort des mythischen Theseus galt, in der mykenischen Zeit ein Zentrum der mykenischen Hochkultur gewesen sein muss, zeigt auch die Entdeckung des mykenischen Heiligtums auf Methana im Jahre 1990. Dort wurden über 150 Tonidole und ein Kindergrab entdeckt. Funde sind in den Museen Poros und Piräus ausgestellt. Weitere mykenische Fundplätze der Region liegen auf Ägina und bei Pano Fanari. Auf der Halbinsel Methana und in der Region gibt es in den Bergen zahlreiche prähistorische Höfe und deren Geräte (Öl- oder Weinpressen, Mühlen).